# Clément Deflandre
Clément Deflandre (14 december 1997) is een Belgische atleet, die gespecialiseerd is in de lange afstand en het veldlopen. Hij veroverde vier Belgische titels.

## Biografie
Deflandre behaalde eind 2018 zijn eerste Belgische selectie voor het EK Cross in Tilburg, hij eindigde op de 25e plaats. Hij werd in 2018 voor de eerste keer Belgisch kampioen bij de senioren op de 3000 m steeple. Op hetzelfde nummer nam hij in 2019 deel aan de Europese kampioenschappen U23 in Gävle (Sweden). Hij werd negende in de finale. Later in 2019 nam hij deel aan de Europese Teamkampioenschappen in Sandnes (Noorwegen) waar hij op de 8e plaats eindigde. Eind dat jaar nam hij deel aan de Europese kampioenschappen veldlopen U23. Hij behaalde slechts een vijftigste plaats.
In 2021 werd hij met het Belgische team geselecteerd voor de Europacup van 10.000m in Birmingham, hij eindigde als 10e in de B-reeks in 29.15,02.
Deflandre is aangesloten bij Herve Athlétique Club.

## Belgische kampioenschappen
Outdoor
| Onderdeel      | Jaar             |
| -------------- | ---------------- |
| 3000 m steeple | 2018, 2020, 2023 |
| 10 km          | 2021             |

## Persoonlijke records
Outdoor
| Onderdeel      | Prestatie | Datum             | Plaats     |
| -------------- | --------- | ----------------- | ---------- |
| 3000 m         | 8.03,13   | 5 augustus 2023   | Kessel-Lo  |
| 5000 m         | 13.52,21  | 20 mei 2023       | Karlsruhe  |
| 10.000 m       | 29.15,02  | 5 juni 2021       | Birmingham |
| 2000 m steeple | 5.35,35   | 21 mei 2021       | Dessau     |
| 3000 m steeple | 8.24,27   | 10 september 2023 | Zagreb     |
| 10 km          | 28.51     | 11 oktober 2020   | Lokeren    |
| halve marathon | 1:03.42   | 10 maart 2024     | Gentbrugge |

Indoor
| Onderdeel | Prestatie | Datum           | Plaats           |
| --------- | --------- | --------------- | ---------------- |
| 3000 m    | 8.28,36   | 25 januari 2020 | Louvain-la-Neuve |

## Palmares

### 3000 m steeple
- 2017:  BK AC – 9.05,74
- 2018:  BK AC – 8.57,87
- 2019: 9e EK U23 in Gävle – 8.52,46
- 2020:  BK AC – 9.08,61
- 2023:  BK AC – 8.41,03

### 10.000 m
- 2018:  BK AC – 30.24,32
- 2020:  BK AC – 29.34,60

### 10 km
- 2020:  BK AC in Lokeren - 28.51
- 2021:  BK AC - 29.19

### veldlopen
- 2018: 25e EK U23 in Tilburg
- 2019: 50e EK U23 in Lissabon